# The Crew-Cuts
The Crew-Cuts est un ancien groupe vocal canadien, exerçant notamment dans le doo-wop, style musical populaire dans les années 1950 et au début des années 1960.
Formé en 1952, il s'est fait connaître grâce à sa reprise de Sh-Boom, Sh-Boom en 1954. Sh-Boom était à l'origine interprété en 1953 par The Chords, un autre groupe vocal, américain et composé uniquement de musiciens noirs.
The Crew-Cuts se sont séparés en 1964.

## Membres du groupe
- Rudi Maugeri (1931-2004) (baryton)
- John Perkins (né en 1931) (chanteur principal)
- Ray Perkins (né en 1932)
- Pat Barrett (1933-2016) (1er ténor)

## Histoire
The Crew-Cuts était musicalement très proche d'une autre formation, toujours canadienne, The Four Lads. D'ailleurs, les musiciens des deux groupes émanaient de la même école : St Michael's Choir School, située à Toronto.
Malgré un premier hit, ne dépassant pas les frontières canadiennes, The Crew-Cuts ne furent vraiment populaire qu'après leur reprise de Sh-Boom. Par la suite, quelques autres reprises de standards du genre eurent un succès honorable : Earth Angel (The Penguins), Bei Mir Bist Du Shein (The Andrews Sisters, adapté d'un chant populaire), ou encore Susie Q de Dale Hawkins.
Le groupe s'est séparé en 1964.